# Tamiops
Genre
Tamiops est un genre de rongeurs de la famille des Sciuridés.

## Liste des espèces
Selon ITIS (2 juin 2016) :
- Tamiops maritimus (Bonhote, 1900) ou Écureuil à flancs rayés[2]
- Tamiops mcclellandii (Horsfield, 1840) ou Écureuil rayé de l'Himalaya
- Tamiops rodolphei (Milne-Edwards, 1867)
- Tamiops swinhoei (Milne-Edwards, 1874)